# Tschernichite
La tschernichite è un minerale.